# Крупенські
Крупенські — російський дворянський рід; одна з найвідоміших заможних родин Сокирянщини, де вони панували більш за 180 років. Цей рід походив з поляків, які у XVII ст. натуралізувалися в Молдавському князівстві.

## Відомі представники
- Крупенський Микола Дмитрович — політичний діяч Російської імперії, депутат IV Державної Думи Російської імперії.
- Крупенський Анатолій Миколайович — гофмейстер Найвищого Двору, таємний радник, надзвичайний посланник і повноважний міністр у Норвегії (1910-1912 рр.).
- Крупенський Матвій Єгорович — бессарабський віце-губернатор, голова Дивану Молдавського князівства.
- Крупенський Микола Матвійович — камер-юнкер російського імператора Олександра II.
- Крупенський Павло Миколайович — депутат II-IV Державної Думи Російської імперії.
- Крупенський Олександр Миколайович — бессарабський поміщик.
- Крупенський Василь Миколайович — камергер, дійсний статський радник дипломат 1-й секретар російської місії в Пекіні (1899—1902).
- Крупенський Михайло Миколайович — один з найбагатших роду Крупенських, Хотинський голова дворянства.
- Крупенський Матвій Георгійович — військовослужбовець Російської імперії.
- Крупенський Тудор Єгорович — дворянин, титулярний радник, надвірний радник, брат Крупенського Матвія Єгоровича, віце-губернатора Бессарабської губернії.